# Уильямс, Трейвеон
Трейвеон Томас Уильямс (англ. Trayveon Thomas Williams, 18 октября 1997, Хьюстон, Техас) — американский футболист, раннинбек клуба НФЛ «Цинциннати Бенгалс».

## Биография
Трейвеон Уильямс родился 18 октября 1997 года в Хьюстоне. Он учился в старшей школе имени Кортеса Юинга Кинга. За два года в составе школьной футбольной команды он набрал около 4 000 выносных ярдов и занёс более 40 тачдаунов. На момент окончания школы Уильямс занимал седьмое место в рейтинге лучших бегущих страны по версии сайта 247Sports.

### Любительская карьера
В 2016 году Уильямс поступил в Техасский университет A&M, первокурсником дебютировал в составе его футбольной команды. В сезоне 2016 года он набрал на выносе 1 057 ярдов, став первым новичком команды, добившимся такого результата. В 2017 году его выбрали одним из капитанов нападения. Трейвеон сыграл в двенадцати матчах, набрал 798 ярдов и занёс восемь тачдаунов.
Последним в колледже для него стал сезон 2018 года. Уильямс начал в стартовом составе все двенадцать матчей Эггис, набрал в них 1 760 ярдов и сделал 18 тачдаунов. По результатам опросов тренеров и журналистов Associated Press он вошёл в символическую сборную звёзд Юго-восточной конференции, претендовал на награду Доука Уокера лучшему раннинбеку студенческого футбола.

#### Статистика выступлений в NCAA
| Сезон | Команда         | Игры | Приём | Приём | Приём | Приём | Вынос | Вынос | Вынос | Вынос |
| Сезон | Команда         | Игры | Rec   | Yds   | Y/A   | TD    | Att   | Yds   | Y/A   | TD    |
| ----- | --------------- | ---- | ----- | ----- | ----- | ----- | ----- | ----- | ----- | ----- |
| 2016  | Техас A&M Эггис | 13   | 19    | 91    | 4,8   | 0     | 156   | 1 057 | 6,8   | 8     |
| 2017  | Техас A&M Эггис | 12   | 20    | 192   | 9,6   | 0     | 173   | 798   | 4,6   | 8     |
| 2018  | Техас A&M Эггис | 13   | 27    | 278   | 10,3  | 1     | 271   | 1 760 | 6,5   | 18    |
| Всего | Всего           | 38   | 66    | 561   | 8,5   | 1     | 600   | 3 615 | 6,0   | 34    |

### Профессиональная карьера
Перед драфтом 2019 года отмечалось, что Уильямс за время своей студенческой карьеры успешно действовал не только как бегущий, но также блокирующий и принимающий. Сильными сторонами игрока назывались быстрое принятие решений, подвижность при поиске прохода на линии скриммиджа, высокую скорость при выходе на свободное пространство. Главным фактором, который мог ограничить его перспективы в НФЛ, называли недостаток физической мощи и не лучшие для бегущего антропометрические данные.
Уильямс был выбран «Цинциннати» в шестом раунде драфта под общим 182 номером. Сумма его четырёхлетнего контракта с клубом составила около 2,7 млн долларов. В регулярном чемпионате 2019 года он был третьим раннинбеком в составе «Бенгалс», принял участие в одиннадцати матчах команды, но сыграл только семь снэпов в нападении, большую часть времени проводя в составе специальных команд.

#### Статистика выступлений в НФЛ

##### Регулярный чемпионат
| Сезон | Команда            | Игры | Приём | Приём | Приём | Приём | Вынос | Вынос | Вынос | Вынос |
| Сезон | Команда            | Игры | Rec   | Yds   | Y/A   | TD    | Att   | Yds   | Y/A   | TD    |
| ----- | ------------------ | ---- | ----- | ----- | ----- | ----- | ----- | ----- | ----- | ----- |
| 2019  | Цинциннати Бенгалс | 11   | 0     | 0     | 0,0   | 0     | 0     | 0     | 0,0   | 0     |
| Всего | Всего              | 11   | 0     | 0     | 0,0   | 0     | 0     | 0     | 0,0   | 0     |